# Dajus siriellae
Dajus siriellae är en kräftdjursart som beskrevs av Georg Ossian Sars 1885. Dajus siriellae ingår i släktet Dajus och familjen Dajidae. Inga underarter finns listade i Catalogue of Life.